# Bunyot
Bunyot is een bestuurslaag in het regentschap Bireuen van de provincie Atjeh, Indonesië. Bunyot telt 2173 inwoners (volkstelling 2010).